# 阿拉加尔萨斯
阿拉加尔萨斯是巴西戈亚斯州的一个市镇。总面积711.649平方公里，总人口18698人，人口密度26.3人/平方公里。